# Eleanor Givens
Eleanor Ruth Givens (Darlington, 9 maart 1989) is een golfprofessional  uit Engeland. 

## Amateur

### Gewonnen
- 2005: North of England U18, North of England U16

### Teams
- 2006: European Girls' Team Championship

## Professional
Givens werd in januari 2012 professional en speelt op de Europese Tour.